# لودویگ آخیم فن آرنیم
لودویگ آخیم فن آرنیم (آلمانی: Ludwig Achim von Arnim؛ ۲۶ ژانویهٔ ۱۷۸۱ – ۲۱ ژانویهٔ ۱۸۳۱) یک نویسنده، و شاعر اهل آلمان بود.